# Мянтюярви
Мя́нтюя́рви (Мянтю-ярви, Мянтяярви, Мянт-ярви; фин. Mäntyjärvi) — озеро на территории Поросозерского сельского поселения Суоярвского района Республики Карелия.

## Общие сведения
Площадь озера — 1,5 км², площадь водосборного бассейна — 289 км². Располагается на высоте 172 метров над уровнем моря.
Форма озера лопастная, продолговатая: немного вытянуто с северо-запада на юго-восток. Берега каменисто-песчаные, местами заболоченные.
Через озеро, неся воды озёр Илинен-Лиусъярви, Алинен-Лиусъярви, прокает река Мянтюйоки (фин. Mäntyjoki) (в нижнем течении меняя название на Контиойоки), которая далее сообщается с рекой Тарасйоки.
В озере расположены два небольших острова.
Населённые пункты возле озера отсутствуют. Ближайший — посёлок Поросозеро — расположен в 21 км к ВСВ от озера.
Название озера переводится с финского языка как «сосновое озеро».
Код объекта в государственном водном реестре — 01040100111102000016733.